# 平壤電影城

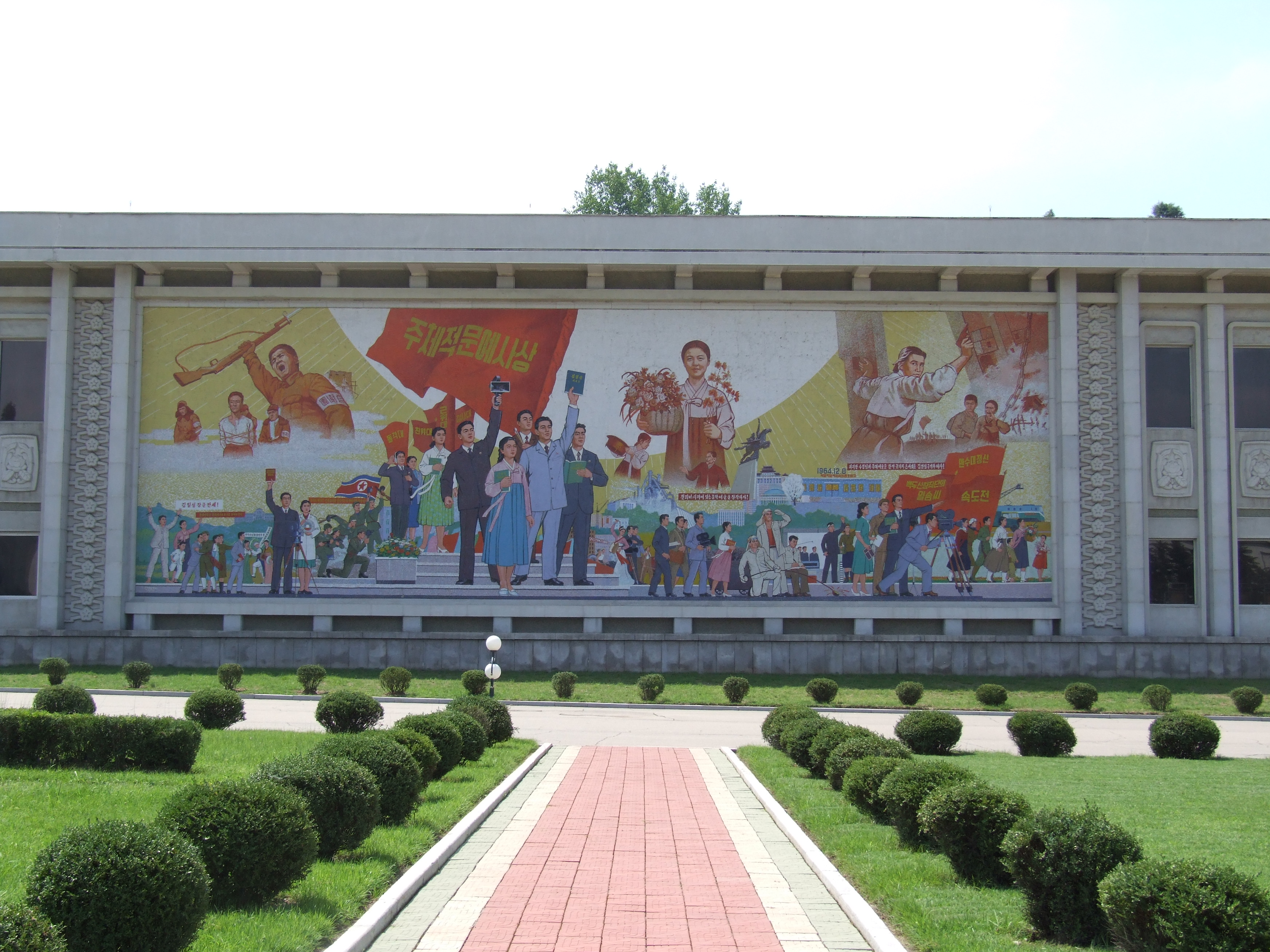
平壤電影城

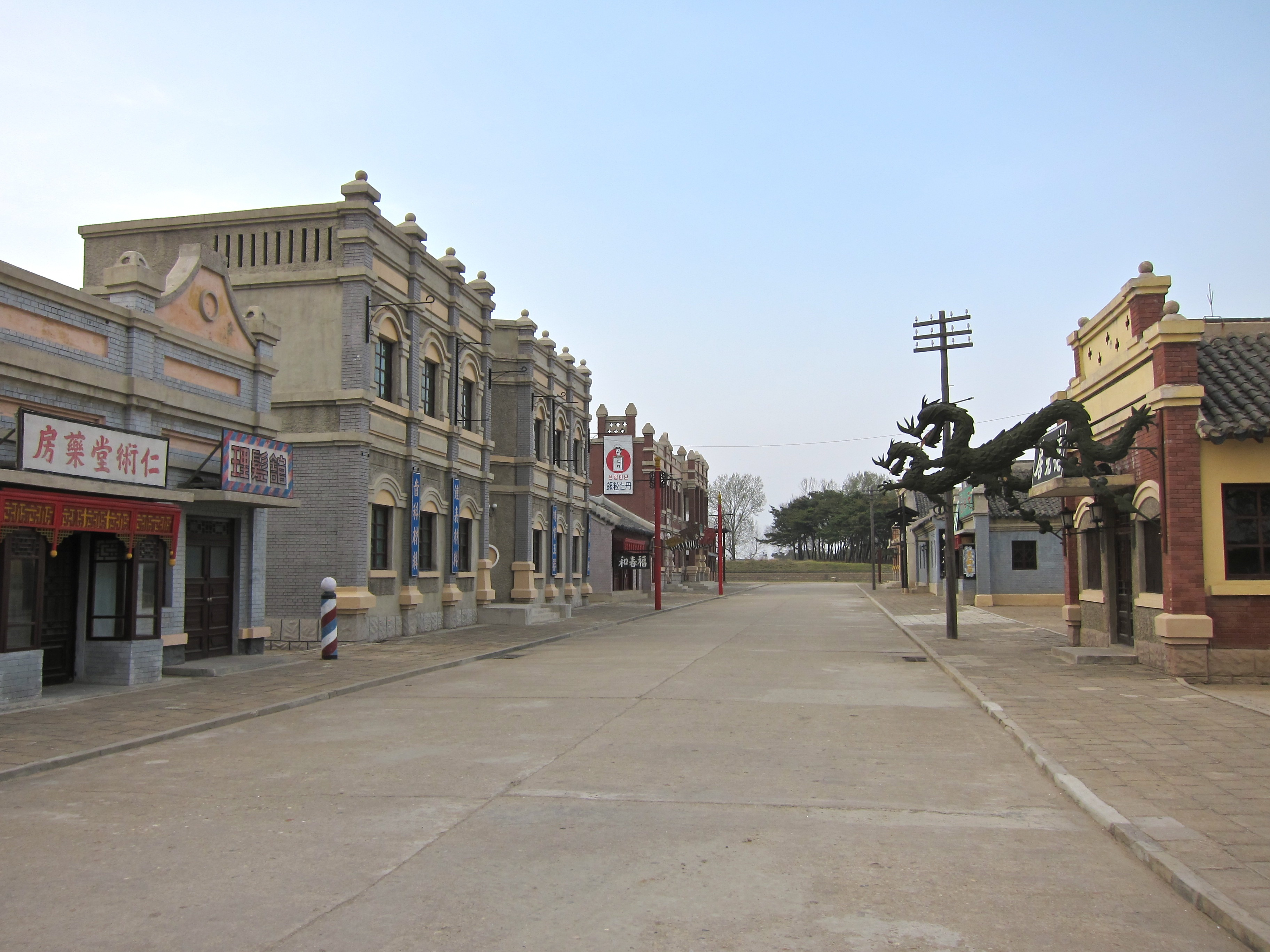
中國街

平壤電影城（朝鲜语：／）位於朝鮮首都平壤市之西北郊區，於公元1981年建成，那時朝鮮的電影工業正在發展，原有的「紋繡露天攝影棚」已不再滿足需求，於是朝鮮電影制片廠投資在鄰近的山崗，建立佔地約7,500公頃的「平壤電影城」，建築有170多幢建築物，房屋均屬永久性，內有家具、照明燈光、中央空氣調節系統，並有100多名工作人員負責維修管理。它的建成，使朝鮮電影的制作成本平均下降了約60%，又縮短了拍攝週期，此外亦為平壤增添了一處觀光熱點。

## 戶外街景
平壤電影城設有多處永久性布景，觀光客沿着主要街道遊覽，約需花費一個小時，據統計資料顯示，它在2002年時，已接待了346個外國觀光團體，人數高達3,300多名觀光客，而朝鮮本地觀光客則高達15,000多位。本區鋪設了專用鐵路路軌連通朝鮮的國家鐵路系統，方便攝影人員到各地取景。
- 朝鮮街：從高句麗時代至李朝時代的各種房屋：地主的瓦房、北部的原木房屋及木板瓦房、日本殖民時代的邊區防衛炮樓及警察駐在所、20世紀30年代的抗日遊擊隊營地、兵器修理所、原始森林，都能夠在這裡找到。此外，还设置了专门象征南韩的破烂街道。
- 中國街：20世紀30年代中國的吉林省之長春市及遼寧省的撫順市的街景。
- 日本街：名古屋及新潟的街景；
- 歐洲街：俄羅斯及東歐風情街。